# Deïtat
Una deïtat és un suposat ésser sobrenatural, que és venerat i té un paper en les religions i cultes animistes. Les deïtats solen ser considerades com posseïdores de poders sobrehumans, i en la immensa majoria de casos són immortals. Usen el seu caràcter diví per influir en la vida dels humans i en el món en general. No s'han de confondre les deïtats amb els esperits, dimonis i altres menes d'éssers sobrenaturals.
Històricament, moltes cultures antigues, incloses les antigues mesopotàmiques, egipcis, grecs, romans i norsemen, van personificar fenòmens naturals, tant com a causes deliberades com a efectes. Algunes deïtats avestanes i vèdiques eren vistes com a conceptes ètics. En les religions índies, les deïtats es preveien que es manifestaven dins del temple del cos de tot ésser viu, com a òrgans i ment sensorials. Les divinitats es van concebre com una forma d'existència (Saṃsāra) després del renaixement, per a éssers humans que guanyen mèrit a través d'una vida ètica, on es converteixen en divinitats guardianes i viuen feliçment al cel, però també estan subjectes a la mort quan es perd el seu mèrit.:35–38:356–59

## Etimologia

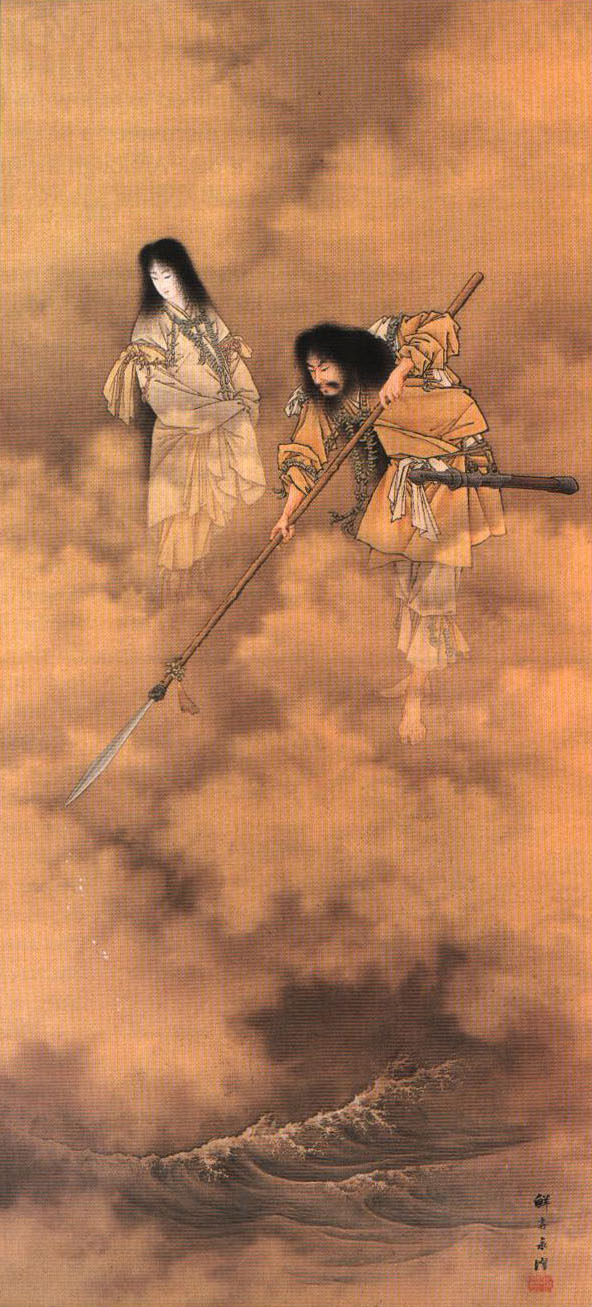
Pintura de Kobayashi Eitaku que mostra el déu Izanagi (dret) i Izanami, una deessa de la creació i de la mort en la mitologia japonesa.

La paraula en anglès "deity" deriva de l'antic francès deité, el llatí deitatem o "naturalesa divina", inventat per Agustí d'Hipona a partir de deus ("déu"). Deus es relaciona mitjançant un origen protoindoeuropeu (PIE) comú amb *deiwos. Aquesta arrel produeix l'antiga paraula índia Deva que significa "brillar, brillant", de * div- "brillar", així com grec dios "divins" i Zeus; i llatí deus "déu" (Llatí Antic deivos).:230–31 Deva és masculí, i l'equivalent femení relacionat és devi.:496 Etimològicament, els cognoms de Devi són el llatí dea i el grec thea. En persa antic, daiva significa "dimoni, déu malvat", mentre que en sànscrit significa el contrari, referint-se a les "coses celestials, divines, terrestres d'alta excel·lència, exaltades, brillants".:496
El terme estretament lligat "déu" es refereix a "ésser suprem, deïtat", segons Douglas Harper, i deriva del protogermànic *guthan, del PIE *ghut-, que significa "allò que s'invoca" .:230–31 Guth en llengua irlandesa significa "veu". El terme *ghut- és també la font de l'església eslava slavònica zovo ("cridar"), sànscrit huta- ("invocat", un epítet d'Indra), de l'arrel *gheu (e) - ("trucar, invocar . "),
Una etimologia alternativa per al terme "déu" prové del Gaut proto-germànic, que el traça a l'arrel PIE *ghu-to- ("abocada"), derivada de l'arrel *gheu- ("abocar, abocar una libació"). El terme *gheu- també és la font del grec khein "abocar". Originalment l'arrel alemanya era un substantiu neutre. El gènere del Déu monoteista va canviar cap al masculí sota la influència del cristianisme.:230–31 En canvi, totes les antigues cultures i mitologies indoeuropees van reconèixer divinitats tant masculines com femenines.

## Definicions

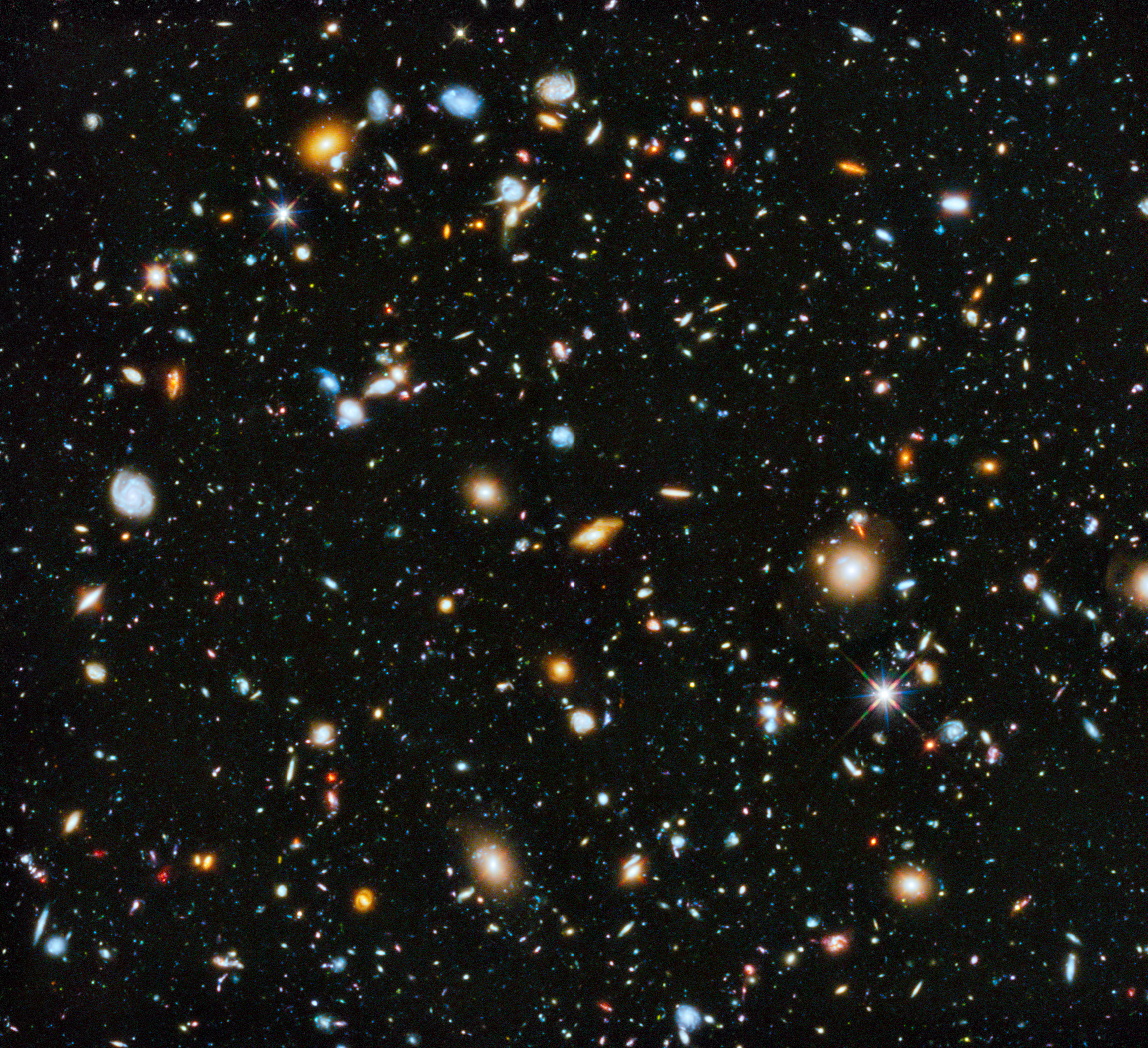
Els panteistes creuen que l'univers en si mateix i tot allò que s'hi forma forma una deïtat única i tot.

No hi ha un consens universalment acceptat sobre què és una deïtat, i els conceptes de divinitats varien considerablement entre cultures. Huw Owen afirma que el terme "deïtat o déu o el seu equivalent en altres idiomes" té un ventall impressionant de significats i significacions.:vii-ix Ha variat des de "un ésser transcendent infinit que va crear i domina l'univers" (Déu), fins a una "entitat o experiència finita, amb significació especial o que evoca un sentiment especial" (déu), a "un concepte religiós o filosòfic context que es relaciona amb la natura o els éssers magnificats o un regne supramanual, amb "nombrosos altres usos".:vii–ix
Una deïtat es conceptualment típicament com un concepte sobrenatural o diví, que es manifesta en idees i coneixements, en una forma que combina l'excel·lència en alguns o tots els aspectes, lluitant amb debilitat i preguntes en altres aspectes, heroica en perspectiva i accions, però lligada a les emocions i desitjos. En altres casos, la deïtat és un principi o realitat com la idea d '"ànima". Els Upanishads de l'hinduisme, per exemple, caracteritzen l'Atman (ànima, jo) com a deva (deïtat), afirmant així que el deva i l'etern principi suprem (Brahman) forma part de tota criatura viva, que aquesta ànima és espiritual i divina, i que adonar-se de l'autoconeixement és conèixer el suprem.
El teisme és la creença en l'existència d'una o més deïtats. El politeisme és la creença i l'adoració de diverses deïtats, que se solen reunir en un panteó de déus i deesses, amb rituals que l'acompanyen. En la majoria de religions politeistes, els diferents déus i deesses són representacions de forces de la naturalesa o principis ancestrals, i es poden veure com autònoms o com aspectes o emanacions d'un Déu creador o un principi absolut transcendent (teologies monístiques), que es manifesta immanentment en la natura. L'otenotisme accepta l'existència de més d'una deïtat, però considera totes les deïtats com a representacions o aspectes equivalents d'un mateix principi diví, el més alt. La monolatria és la creença que existeixen moltes deïtats, però només es pot adorar vàlidament una d'aquestes divinitats.
El monoteisme és la creença que només existeix una deïtat. Una deïtat monoteista, coneguda com a "Déu", se sol descriure com omnipotent, omnipresent, omniscient, omnibenevolent i etern. No obstant això, no totes les divinitats han estat considerades d'aquesta manera i una entitat no necessita ser totpoderosa, omnipresent, omniscient, omnibenevolent o eterna per qualificar-se de deïtat.
El deisme és la creença que només existeix una deïtat, que va crear l'univers, però no sol intervenir en el món resultant. El deisme va ser particularment popular entre els intel·lectuals occidentals durant els segles xviii i xix. El panteisme és la creença que l'univers en si és Déu o que tot compon una deïtat impecable i que engloba. El panenteisme és la creença que la divinitat perviva l'univers, però que també transcendeix l'univers. L'agnosticisme és la posició que és impossible saber amb certesa si existeix una deïtat de qualsevol tipus. L'ateisme és la no creença en l'existència de cap deïtat.